# 沙鱚
沙鱚（学名：Limnichthys nitidus），又名沙鰍，为沙鱚科沙鱚屬(沼魚屬)下的一个种。